# Cinachyrella anomala
Cinachyrella anomala är en svampdjursart som först beskrevs av Arthur Dendy 1905.  Cinachyrella anomala ingår i släktet Cinachyrella och familjen Tetillidae.
Artens utbredningsområde är Sri Lanka. Inga underarter finns listade i Catalogue of Life.